# 李晓红
李晓红（1959年6月—），男，重庆合川人，中华人民共和国学者、政治人物，现任中国工程院党组书记、院长，中国工程院院士。重庆大学采矿系矿山机械工程专业毕业。中共第十九届中央委员，曾任重庆大学校长、武汉大学校长、中华人民共和国教育部副部长。

## 生平
1975年高中毕业，任四川省合川县炉山公社团委副书记。
1978年考入重庆大学采矿系。1982年毕业任重庆大学采矿系团委书记，重庆市学生联合会主席。1985年，任重庆大学采矿系党总支副书记、系副主任。
1989年6月，参加美国加州大学伯克利分校的交流项目，并做了3年研究助理。1991年，任重庆大学资环学院副院长(1993年获工学博士学位)。1994年，任重庆大学资环学院院长(1996年3月至8月在澳大利亚昆士兰大学做访问学者)。1997年，任重庆大学党委常委、校长助理、科研处处长、资环学院院长。1998年，任重庆大学党委常委、副校长。2003年，任重庆大学党委常委、校长。
2008年，当选第十一届全国政协委员，代表中国科学技术协会，分入第二十三组。
2010年12月，任武汉大学校长，武汉大学动力与机械学院教授。
2016年11月，任中华人民共和国教育部副部长。
2017年6月，任中国工程院党组书记，兼任武汉大学动力与机械学院教授、博士生导师。
2018年6月1日，当选中国工程院院长。

## 社会兼职
曾兼任重庆市科学技术协会主席、煤矿灾害动力学与控制国家重点实验室主任、水射流理论与新技术湖北省重点实验室学术委员会主任、中国煤炭学会常务理事。

## 学术研究
李晓红在美国时研究水射流TBM掘进机，经两年研究成功使得该机器能够破碎特硬岩石。1991年10月回到重庆大学后继续研究破碎岩石。如何增加效率，增长刀具的寿命，是有待解决的问题。他最终提出一套破岩理论，包含了水射流剥蚀煤岩、扩展裂缝、冲走碎屑、冷却刀具等要素，用于中国国内的生产。
李晓红等人考察了固体磨料在自激振荡流中的混合机理，并测得了对主要参数的影响，以建立射流参数与切割特性的有关方程。从此他们推知脉冲磨料射流中磨粒与空化的关联，并提出了一套脉冲磨料射流喷嘴的设计标准。他们得出结论，脉冲磨料射流的体积冲蚀速度比前混合磨料射流提高五成以上，有效靶距可提升至2倍以上。这项研究促进了磨料射流的运用。
李晓红等还进行了“隧道空气净化器”的实验研究，采用纳秒级脉冲电晕放电技术来氧化一氧化碳。

## 奖项和荣誉
李晓红作为项目主要负责人获国家科技进步二等奖2次、三等奖1次，省部级科技进步奖1次, 还曾获中韩首届青年学术奖、国家杰出青年基金、国家教育部优秀青年教师奖励基金、四川省青年科技奖，并被选入国家教育部跨世纪优秀人才培养计划、国家“百千万人才工程”第一 、二层次人选。
2011年，当选中国工程院院士。